# Lunca Cernii de Sus
Lunca Cernii de Sus – wieś w Rumunii, w okręgu Hunedoara, w gminie Lunca Cernii de Jos. W 2011 roku liczyła 229 mieszkańców.